# Tweede Kamerverkiezingen in het kiesdistrict Hontenisse

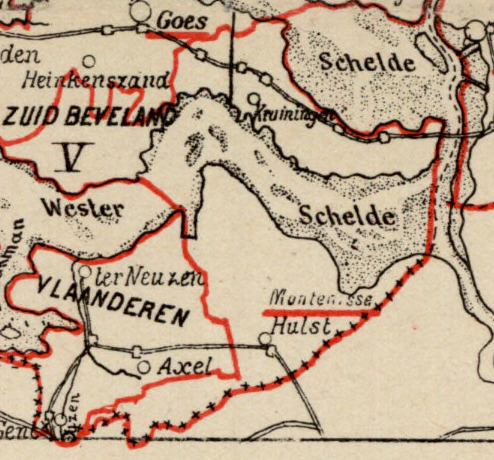
Kiesdistrict Hontenisse (1888)

Tweede Kamerverkiezingen in het kiesdistrict Hontenisse geeft een overzicht van verkiezingen voor de Nederlandse Tweede Kamer in het kiesdistrict Hontenisse in de periode 1888-1918.
Het kiesdistrict Hontenisse werd ingesteld na de grondwetsherziening van 1887. Tot het kiesdistrict behoorden de volgende gemeenten: Baarland, Borssele, Boschkapelle, Clinge, Driewegen, Ellewoutsdijk, Graauw en Langendam, 's-Heerenhoek, Hengstdijk, Hoedekenskerke, Hontenisse, Hulst, Kapelle, Koewacht, Krabbendijke, Kruiningen, Nisse, Ossenisse, Oudelande, Overslag, Ovezande, Rilland-Bath, Schore, Sint Jansteen, Stoppeldijk, Waarde, Yerseke en Zuiddorpe.
Het kiesdistrict Hontenisse koos één lid van de Tweede Kamer.
Legenda
- cursief: in de eerste verkiezingsronde geëindigd op de eerste of tweede plaats, en geplaatst voor de tweede ronde;
- vet: gekozen als lid van de Tweede Kamer.

## 6 maart 1888
De verkiezingen werden gehouden na vervroegde ontbinding van de Tweede Kamer.
|                             | 6 maart | 20 maart |
| --------------------------- | ------- | -------- |
| Kiesgerechtigden            | 3.419   | 3.419    |
| Opkomst                     | 3.017   | 2.977    |
| Geldige stemmen             | 2.998   | 2.951    |
| Blanco stemmen              | 9       | 22       |
| Kandidaten                  |         |          |
| F.J.F.M. Walter             | 1.419   | 1.511    |
| J.J. Pompe van Meerdervoort | 1.194   | 1.440    |
| J. Vogelvanger              | 353     |          |

## 31 maart 1891
Felix Walter, gekozen bij de verkiezingen van 6 en 20 maart 1888, trad op 4 maart 1891 af vanwege zijn benoeming als kantonrechter. Om in de ontstane vacature te voorzien werd een tussentijdse verkiezing gehouden.
|                             | 31 maart |
| --------------------------- | -------- |
| Kiesgerechtigden            | 3.426    |
| Opkomst                     | 1.193    |
| Geldige stemmen             | 1.105    |
| Blanco stemmen              | 81       |
| Kandidaten                  |          |
| F.J.F.M. Walter             | 964      |
| J.J. Pompe van Meerdervoort | 94       |

## 9 juni 1891
De verkiezingen werden gehouden na ontbinding van de Tweede Kamer.
|                             | 9 juni | 23 juni |
| --------------------------- | ------ | ------- |
| Kiesgerechtigden            | 3.487  | 3.487   |
| Opkomst                     | 2.889  | 2.806   |
| Geldige stemmen             | 2.861  | 2.751   |
| Blanco stemmen              | 19     | 36      |
| Kandidaten                  |        |         |
| F.J.F.M. Walter             | 1.361  | 1.576   |
| J.J. Pompe van Meerdervoort | 939    | 1.175   |
| J.G. van Deinse             | 545    |         |

## 10 april 1894
De verkiezingen werden gehouden na vervroegde ontbinding van de Tweede Kamer.
|                  | 10 april | 24 april |
| ---------------- | -------- | -------- |
| Kiesgerechtigden | 3.374    | 3.374    |
| Opkomst          | 2.492    | 2.950    |
| Geldige stemmen  | 2.467    | 2.927    |
| Blanco stemmen   | 19       | 21       |
| Kandidaten       |          |          |
| J.G. van Deinse  | 653      | 1.551    |
| F.J.F.M. Walter  | 1.196    | 1.376    |
| C.J. Huvers      | 609      |          |

## 15 juni 1897
De verkiezingen werden gehouden na ontbinding van de Tweede Kamer.
|                             | 15 juni | 25 juni |
| --------------------------- | ------- | ------- |
| Kiesgerechtigden            | 5.976   | 5.976   |
| Opkomst                     | [ 6 ]   | [ 6 ]   |
| Geldige stemmen             | 5.212   | 5.121   |
| Blanco stemmen              | 60      | 50      |
| Kandidaten                  |         |         |
| J.G. van Deinse             | 1.530   | 2.679   |
| F.J.F.M. Walter             | 2.264   | 2.424   |
| J.J. Pompe van Meerdervoort | 1.418   |         |

## 14 juni 1901
De verkiezingen werden gehouden na ontbinding van de Tweede Kamer.
|                  | 14 juni | 27 juni |
| ---------------- | ------- | ------- |
| Kiesgerechtigden | 5.814   | 5.814   |
| Opkomst          | [ 6 ]   | [ 6 ]   |
| Geldige stemmen  | 4.775   | 4.976   |
| Blanco stemmen   | 60      | 82      |
| Kandidaten       |         |         |
| P.F. Fruijtier   | 1.689   | 2.578   |
| J.G. van Deinse  | 1.566   | 2.378   |
| T. Heemskerk     | 1.520   |         |

## 16 juni 1905
De verkiezingen werden gehouden na ontbinding van de Tweede Kamer.
|                      | 16 juni |
| -------------------- | ------- |
| Kiesgerechtigden     | 7.077   |
| Opkomst              | [ 6 ]   |
| Geldige stemmen      | 6.089   |
| Blanco stemmen       | 90      |
| Kandidaten           |         |
| P.F. Fruijtier       | 3.341   |
| J.G. van Deinse      | 2.488   |
| J.A.H. van den Brink | 260     |

## 11 juni 1909
De verkiezingen werden gehouden na ontbinding van de Tweede Kamer.
|                      | 11 juni |
| -------------------- | ------- |
| Kiesgerechtigden     | 7.604   |
| Opkomst              | [ 6 ]   |
| Geldige stemmen      | 6.405   |
| Blanco stemmen       | 115     |
| Kandidaten           |         |
| P.F. Fruijtier       | 3.362   |
| R.R.L. de Muralt     | 1.709   |
| H.A. van Dalsum      | 1.202   |
| J.A.H. van den Brink | 132     |

## 17 juni 1913
De verkiezingen werden gehouden na ontbinding van de Tweede Kamer.
|                  | 17 juni |
| ---------------- | ------- |
| Kiesgerechtigden | 8.545   |
| Opkomst          | [ 6 ]   |
| Geldige stemmen  | 7.387   |
| Blanco stemmen   | 296     |
| Kandidaten       |         |
| P.F. Fruijtier   | 3.794   |
| J. Welleman      | 2.289   |
| H.A. van Dalsum  | 1.222   |
| J. Ossewaarde    | 82      |

## 15 juni 1917
De verkiezingen werden gehouden na ontbinding van de Tweede Kamer.
|                  | 15 juni |
| ---------------- | ------- |
| Kiesgerechtigden | 8.919   |
| Kandidaten       |         |
| P.F. Fruijtier   |         |

De zeven in de vorige Tweede Kamer vertegenwoordigde partijen hadden afgesproken in elkaars kiesdistricten geen tegenkandidaten te stellen.  Fruijtier was derhalve de enige kandidaat; hij werd zonder nadere stemming gekozen verklaard.

## Opheffing
De verkiezing van 1917 was de laatste verkiezing voor het kiesdistrict Hontenisse. In 1918 werd voor verkiezingen voor de Tweede Kamer overgegaan op een systeem van evenredige vertegenwoordiging met kandidatenlijsten van politieke partijen.